# Fontanarosa
Fontanarosa – miejscowość i gmina we Włoszech, w regionie Kampania, w prowincji Avellino.
Według danych na 1 stycznia 2022 roku gminę zamieszkiwały 2863 osoby (1395 mężczyzn i 1468 kobiet).